# Суходол (Калушский район)
Суходо́л (укр. Суходіл) — село в Спасской сельской общине Калушского района Ивано-Франковской области Украины.
Население по переписи 2001 года составляло 1357 человек. Занимает площадь 74,397 км². Почтовый индекс — 77652.